# Время бешеных псов
«Время бешеных псов» (англ. «Mad Dog Time») — дебютный фильм американского режиссёра и сценариста Лэрри Бишопа. Картина пропитана духом гангстерской романтики 1950-x годов, подпольных дуэлей и криминальной конкуренции. Фильм характерен рядом камео эпизодов, в том числе, например, появлением впервые за четверть века Кристофера Джонса в кино.

## Сюжет
Сюжет развивается в сюрреалистичном, застывшем во времени подпольном мире, где вооруженные гангстеры слушают в роскошных ночных клубах музыку «Крысиной стаи», незабвенных Фрэнка Синатру, Дина Мартина и Сэмми Дэвиса младшего, устраивают подпольные дуэли в подвале клуба, сидя за столами друг против друга.
Микки Холидэй — главный исполнитель («инфорсер») Вика, босса мафии. Вик должен вот-вот выйти из психиатрической клиники, или, попросту говоря, «из дурки» (по выражению Джейка Паркера — предводителя одной из криминальных шаек). В отсутствие босса управлением ночным клубом занимается Бэн Ландон, а Микки заводит опасные романтические отношения одновременно с обеими сёстрами — Ритой и Грэйс Эверли, последняя из которых ещё и бывшая девушка босса, до попадания Вика в лечебницу.

Сцена из фильма, слева направо: Рита Эверли, Бен Ландон и Микки Холидэй.

Пока Вик прохлаждается в клинике, гангстеры разного калибра пытаются поделить его сферы влияния. Так и Паркер собирает банду наёмников. Будучи сведённым на дуэли, Микки убивает одного из этих наёмников, Ли Тёрнера. Тогда Паркер приводит ещё одного, по имени Николас Фалько, с репутацией самого быстрого стрелка, кроме прочего ещё и убившего безоружного Джулса Фламинго — близкого друга Микки. Форсированная против правил дуэль заканчивается смертью Фалько, а заодно и вконец зарвавшегося Паркера.
Вик возвращается, чтобы взять в руки бразды правления мафией. С собой он приводит нового исполнителя — «настоящего» Николаса Фалько, а прежний оказывается подставным.
Бэн «храбрец» Ландон (англ. «Brass Balls», дословно «латунные яйца»), позволяет себе вызывающе высказываться о возможностях Вика управлять мафией, исполняя песню «Мой Путь» (англ. «My Way»), под аккомпанемент настоящего автора песни — Пола Анки, на сцене клуба перед Виком, за что и получает пулю. Фалько же расправляется с оставшимися членами конкурирующей банды, включая «Чокнутого» Джеки Джексона, и полон нетерпения разрядить обойму в Микки Холидэя.
Микки предпринимает попытку наладить отношения с Ритой, взбешённой тем, что он гуляет на стороне с Грэйс. В итоге Микки признается Грэйс, что встречался с ней днями, а ночи проводил с Ритой. Она также не знает о предстоящем возвращении Вика в город.
В финальной встрече в кабинете Грэйс Вик, вынужденный выбирать между Холидэем и Фалько до того, как они перестреляют друг друга, решает остаться с прежним другом, и убивает Фалько. Так и заканчивается эта история с Виком и Микки, которые далее живут счастливо с сестрами Эверли.
В фильме присутствуют аллюзии на космологические (параллельные вселенные, Большой взрыв), биологические (клуб, принадлежащий Грэйс Эверли, называется ДНК), религиозные (Бэн Ландон говорит, что дзен — философия Бэна, а Бэн — философия дзена, и называет себя Бэн-буддистом) идеи.

## Актёры и персонажи
- Джефф Голдблюм — Микки Холидэй, Мик (англ. Mickey Holiday, Mick), главный исполнитель Вика, участник подпольных дуэлей.
- Ричард Дрейфус — Вик (англ. Vic), босс мафии.
- Гэбриэл Бирн — Бэн Ландон, «Бабба», «храбрец» (англ. Ben London, «Babba», «Brass Balls»), временный управляющий клубом Вика.
- Эллен Баркин — Рита Эверли (англ. Rita Everly) — любовница Микки, сестра Грэйс.
- Дайан Лейн — Грэйс Эверли (англ. Grace Everly) — любовница Вика, сестра Риты.

Подпольная дуэль в подвале ночного клуба «Vic’s» между Ли Тёрнером (слева) и Микки Холидэем (справа), в центре секунданты — Паркер и Джулс.

- Грегори Хайнс — Джулс Фламинго (англ. Jules Flamingo), делец, друг Микки.
- Кайл Маклахлен — Джейк Паркер (англ. Jake Parker), главарь шайки, претендующий на власть Вика.
- Бёрт Рейнольдс — Джеки Джексон, «Чокнутый» (англ. Jackie Jackson), предводитель банды.
- Лэрри Бишоп — Николас Фалько, Ник (англ. Nicholas Falco, Nic), новый кандидат Вика на роль главного исполнителя.
- Генри Сильва — Сонный Джо (англ. Sleepy Joe), член банды Вика.
- Майкл Дж. Поллард — Рэд (англ. Red)
- Кристофер Джонс — «ненастоящий» Фалько (англ. Nicholas Falco), стрелок, приведенный Паркером на дуэль с Микки.
- Билли Айдол — Ли Тёрнер (англ. Lee Turner), стрелок из банды Паркера.
- Энджи Эверхарт — Габриэлла (англ. Gabriella), знакомая Микки.
- Билли Драго — Уэллс (англ. Wells)
- Пол Анка — Дэнни (англ. Danny)
- Роб Райнер — Альберт (англ. Albert)
- Джоуи Бишоп — Готтлиб (англ. Gottlieb)
- Ричард Прайор — Джимми Могильщик (англ. Jimmy the Gravedigger)

## Информация о фильме

### Камео
- Отец режиссёра и сценариста фильма, Джоуи Бишоп, исполнявший в этом фильме свою последнюю роль, появляется в эпизоде без слов. Он играет героя по имени «мистер Готтлиб». Полное имя Бишопа звучит как Джезеф Абрахам Готтлиб.
- Ричард Прайор появляется в фильме в качестве приятеля Готтлиба — Джимми Могильщика. Несмотря на то, что его имя упоминается на протяжении всего фильма, появляется он всего лишь однажды, с единственной строчкой текста. Джимми Гробовщика показывают в инвалидной коляске, и его голос искажен. Реальное физическое состояние актёра было именно таким на момент съемок фильма. Это было предпоследнее появление актёра в кино.
- В фильме есть сцена не соответствующая линейному течению сюжета: когда Альберт (Роб Райнер) выступает в качестве водителя лимузина и рассказывает Вику (Ричард Дрейфус) собственную философию жизни. Райнер и Лэрри Бишоп помимо фильма также однажды выступали партнерами в профессиональном комедийном шоу.
- Ричард Дрейфус, исполняющий в фильме роль главаря мафии Вика, является старым школьным приятелем режиссёра картины Лэрри Бишопа[2].
- Кристофер Джонс в роли фальшивого Фалько появился на экране впервые после 25-летнего перерыва.

### Премьерные показы
Подтитульное название фильма — англ. «Trigger Happy» («Счастливый курок»). Также в прокате разных стран название фильма могло видоизменяться.

Данные приведены по материалам IMDb Internet Movie Database.
| Австралия — 17 апреля 1997.                 |                                    |                                        |
| Бразилия                                    | «Prazer em Matar-te» (порт. )      |                                        |
| Великобритания — 13 июня 1997.              | «Trigger Happy» (англ. )           |                                        |
| Венгрия — январь 1999 (видеопремьера).      | «Fegyvermánia» (венг. )            |                                        |
| Германия — 16 октября 1997 (видеопремьера). | «Bullet Point» (англ. )            | «Eine Sippschaft zum Ermorden» (нем. ) |
| Греция                                      | «To xekatharisma» (греч. )         |                                        |
| Испания — 27 июня 1997.                     | «Encantado de matarte» (исп. )     | «Encantat de matar-te» (кат. )         |
| Италия — 25 июля 1998.                      | «Il tempo dei cani pazzi» (итал. ) |                                        |
| Канада                                      | «La gâchette en tête» (фр. )       |                                        |
| Мексика — 17 октября 1997.                  |                                    |                                        |
| Португалия — 8 мая 1998.                    | «Matar-te É Um Prazer» (порт. )    |                                        |
| Сербия                                      | «Povratnik u zlocin» (серб. )      |                                        |
| США — 8 ноября 1996.                        |                                    |                                        |
| США — 2 марта 2004 (DVD премьера).          |                                    |                                        |
| Турция — 17 октября 1997.                   |                                    |                                        |
| Финляндия — 13 мая 1998 (видеопремьера).    |                                    |                                        |
| Франция — 23 июля 1997.                     | «Mad Dogs» (англ. )                |                                        |
| Швеция — июнь 1997.                         |                                    |                                        |
| Эстония — 28 марта 1997.                    |                                    |                                        |
| Япония — 24 января 1998.                    |                                    |                                        |